# Labastide-de-Virac
Labastide-de-Virac är en kommun i departementet Ardèche i regionen Auvergne-Rhône-Alpes i sydöstra Frankrike. Kommunen ligger  i kantonen Vallon-Pont-d'Arc som ligger i arrondissementet Largentière. År 2022 hade Labastide-de-Virac 322 invånare.

## Befolkningsutveckling
Antalet invånare i kommunen Labastide-de-Virac
Referens: INSEE